# Exeed RX
Exeed RX – samochód osobowy typu SUV klasy średniej produkowany pod chińską marką Exeed od 2023 roku.

## Historia i opis modelu

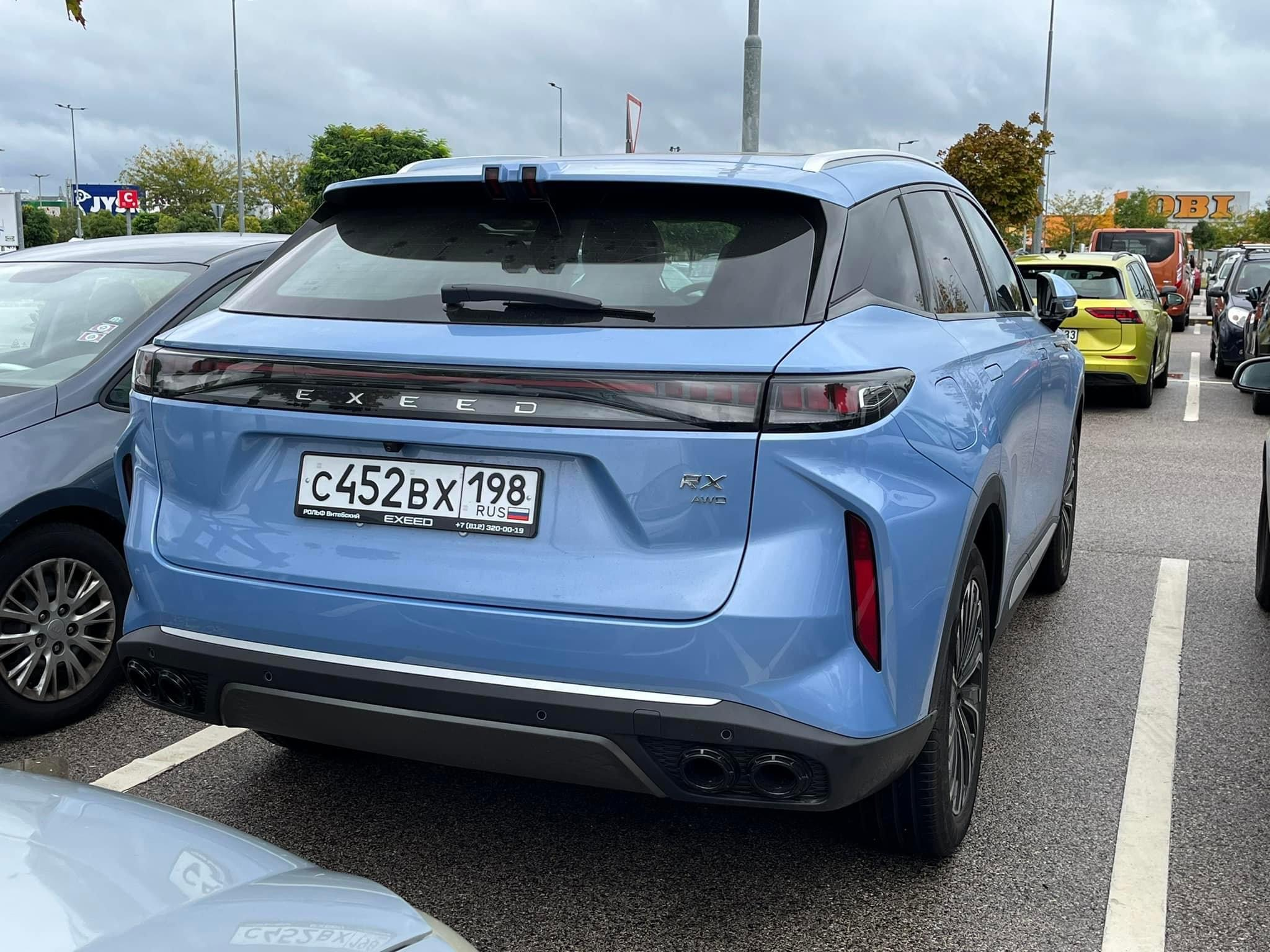
Exeed RX - tył

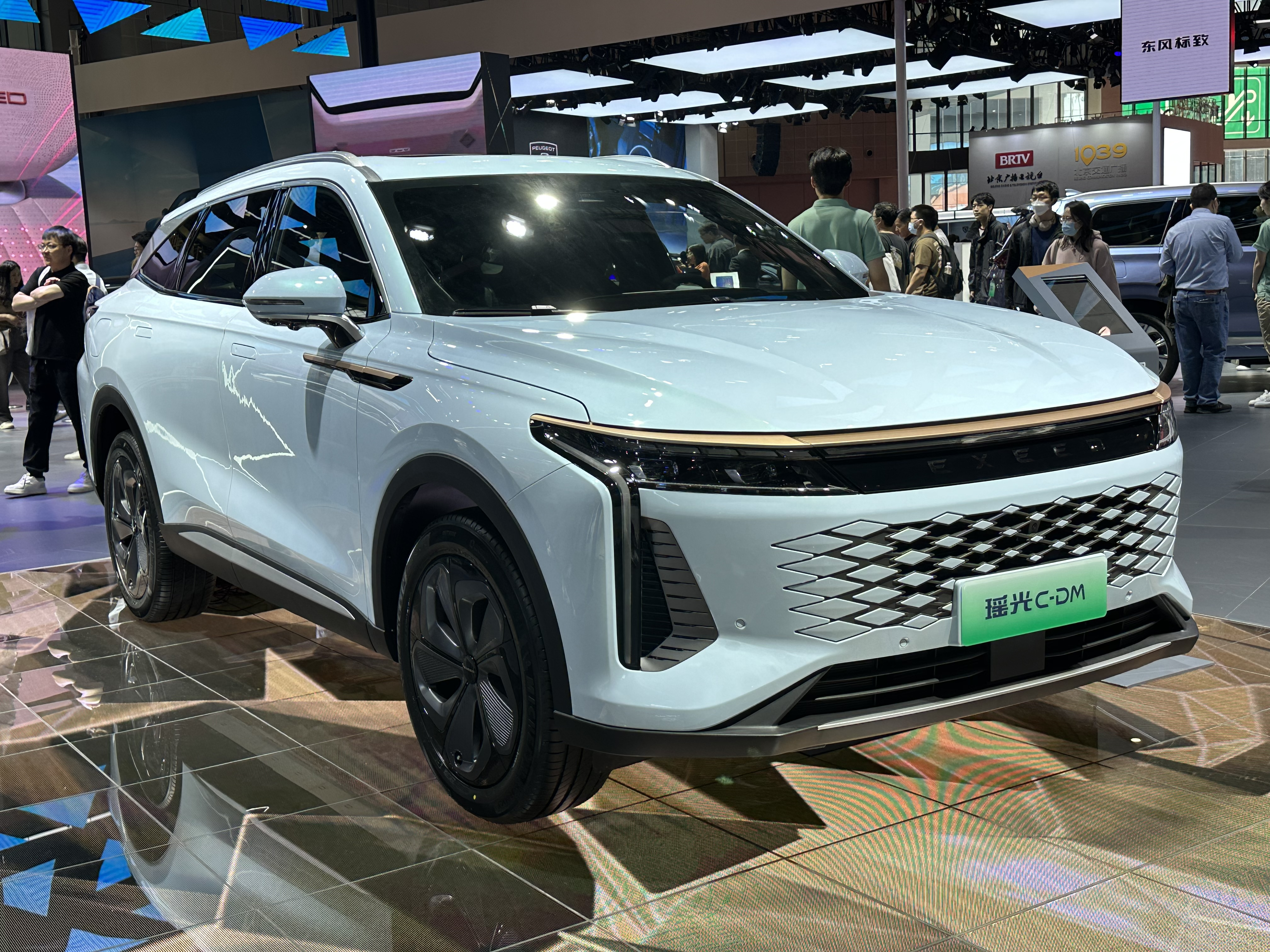
chiński Exeed Yaoguang C-DM

W maju 2022 roku podczas międzynarodowych targów samochodowych w Szanghaju koncern Chery Automobile przedstawił studyjną zapowiedź nowego, średniej wielkości SUV-a w ofercie swojej luksusowejm arki - Exeed AtlantiX Concept. Wyewoluowało to w produkcyjny model Yaoguang, który zadebiutował oficjalnie w październiku 2022 roku i zaczerpnął swoją nazwę od chińskiego określenia Alkaid, pierwszej z gwiazd w gwiazdozbiorze Wielkiego Wozu. Wizualnie samochód odróżnił się od innych produktów marki Exeed mniej kanciastą sylwetką na rzecz smuklejszych i ostrzejszych linii, z łagodnie opadającą linią dachu, położoną pod ostrym kątem tylną szybą i chowanymi klamkami. Tylne lampy utworzyła wysoko osadzona listwa świetlna, z kolei przednie oświetlenie zbudowała kombinacja wąskich reflektorów z prostopadle ulokowanymi pasami diod LED do jazdy dziennej.
Kabina pasażerska utrzymana została w luksusowej estetyce, zyskując dwuramienne koło kierownicy oraz sąsiadujące ze sobą dwa wyświetlacze o przekątnej 12,3 cala pełniące kolejno funkcję cyfrowych wskaźników oraz dotykowego ekranu systemu multimedialnego. Rozbudowana konsola centralna otrzymała zasuwany schowek, a także wyeksponowane zdobione aluminium trzy fizyczne przyciski do sterowania m.in. klimatyzacją. Ponadto pojazd wyposażono w 14-głośnikowy system audio dostarczony przez firmę Sony, a także opcjonalne rozkładanie fotelu pasażera z wbudowanym podnóżkiem.
Do napędu podstawowego wariantu Exeeda RX wykorzystany turbodoładowany, 2-litrowy benzynowy silnik o mocy 261 KM i 400 Nm maksymalnego momentu obrotowego. Bazową odmianę z napędem przednim napędziła automatyczna, dwusprzęgłowa przekładnia o 7 przełożeniach, a wariant AWD - 8-biegowa skrzynia hydrauliczna.

### Yaoguang C-DM
Już podczas premiery chińskiego Exeed Yaoguang, gamę wariantów napędowych wzbogaciła odmiana hybrydowa typu plug-in o nazwie C-DM. Pierwotnie nie odróżniała się ona wizualnie, co uległo zmianie w sierpniu 2024 roku przy wprowadzeniu modyfikacji w stylizacji przedniego zderzaka oraz oświetlenia LED. Czterocylindrowy, 1,5-litrowy silnik benzynowy o mocy 154 KM wzbogaciły dwa silniki elektryczne, łącznie rozwijając 610 KM i współpracując z 3-stopniową przekładnią DHT. 34,46 kWh bateria umożliwiła uzyskanie do 200 kilometrów zasięgu na jednym ładowaniu, oferując do ok. 1400 kilometrów zasięgu w cyklu mieszanym.

### Sprzedaż
Samochód w pierwszej kolejności zadebiutował na rodzimym rynku chińskim pod nazwą Exeed Yaoguang, trafiając tam do sprzedaży w lutym 2023 roku. Już miesiąc później zadebiutowała eksportowa wersja pod nazwą Exeed RX, która w pierwszej kolejności zadebiutowała na rynku rosyjskim. W październiku 2023 samochód miał swoją premierę globalną, trafiając po niej do sprzedaży na wybranych rynkach jak Bliski Wschód. Na pozostałych regionach samochód zasilił gamę [innej, eksportowej marki Chery Automobile, Omody. Po premierze przedprodukcyjnej specyfikacji na rynek Afryki Południowej pod koniec 2023 jako Omoda C9, pod koniec 2024 samochód debiutując w pierwszej kolejności zarówno tam, jak i jeszcze w Malezji. W 2025 poszerzono z kolei jego zasięg rynkowy także o Europę pod nazwą Omoda 9.

### Silnik
- R4 2.0l Turbo 261 KM
- R4 1.5l PHEV C-DM 601 KM